# Jana Henke
Jana Henke (* 1. Oktober 1973 in Löbau, Bezirk Dresden, DDR) ist eine ehemalige deutsche Schwimmerin. Ihre Spezialstrecken waren die langen Freistilstrecken. Henke gewann neun internationale Medaillen und startete für den OSC Potsdam. Anfang 2006 beendete sie ihre Karriere.
Für ihre sportlichen Erfolge wurde sie am 23. Juni 1993 mit dem Silbernen Lorbeerblatt ausgezeichnet.

## Erfolge
- 16 deutsche Meistertitel

Europameisterschaften
- 800 Meter Freistil:
  - Europameisterin 1993 & 2002
  - Silbermedaille 1991 & 1995
  - Bronzemedaille 1997 & 1999

Weltmeisterschaften und Kurzbahnweltmeisterschaften
- 400 Meter Freistil:
  - Sechster Platz 1994
- 800 Meter Freistil:
  - Bronzemedaille 1991
  - Vierter Platz 1993 (Kurzbahn), 1994 & 1998
  - Fünfter Platz 2003 in Barcelona
- 1500 Meter Freistil:
  - Bronzemedaille 2003 in Barcelona
  - Fünfter Platz 2005 in Montreal

Olympische Spiele
- 800 Meter Freistil:
  - Bronzemedaille bei den Spielen 1992 in Barcelona
  - Siebter Platz bei den Spielen 2000 in Sydney und den Spielen 2004 in Athen

## Ehrung
- 2002: Sportlerin des Jahres von Brandenburg[2]